# Jaroslav Kristek
Jaroslav Kristek (* 16. března 1980 ve Zlíně) je bývalý český hokejový útočník.

## Hráčská kariéra
S hokejem začínal ve Zlíně, za které v seniorské kategorii debutoval ve české nejvyšší lize v sezoně 1997/98 a čtyři zápasy odehrál v 2. lize za klub HC Prostějov. V létě 1998 odcestoval do zámoří, dva roky strávil v juniorské lize WHL, působil v týmu Tri-City Americans. Po štaci v mládežnických kategorií definitivně přešel k seniorské kategorii, tři roky hrával v záložním týmu Rochester Americans hrající ligu AHL. V poslední sezoně v zámoří 2002/03 debutoval v nejprestižnější hokejové lize NHL za klub Buffalo Sabres. Za Sabres odehrál celkem šest zápasů, v žádném nebodoval, čtyři krát střelit na brankáře a odseděl si čtyři trestné minuty.
Po uzavřené kapitole v zámoří se vrátil zpět do vlasti, dohodl se s českým klubem HC Sparta Praha, pro přípravu před začátkem sezóny odehrál Tipsport Cup. Po soutěži měl zájem o jeho služby tým HC České Budějovice, klub mu nabídlo smlouvu a nabídku přijal. Za Budějovice odehrál jednu sezonu, tým skončil na posledním místě a sestoupilo do 1. ligy. Po dohodnutí s klubem odešel a podepsal novou smlouvu s mateřským klubem HC Hamé Zlín. Ve Zlíně odehrál necelé tří sezóny v letech 2004/07. V první sezoně odehrál s týmem turnaj Super six. Ve třetí sezoně odehrál dvacet šest zápasů za ševce, poté přestoupil do týmu HC Energie Karlovy Vary a podepsal smlouvu na zbytek sezony a následující dva roky.
Po přestupu do Karlových Varů hráli zápas proti týmu HC Oceláři Třinec. Po střetu s Jiřím Polanským si zlomil lícní kost a byl vyřazen na 1 měsíc. V Karlových Varech vydržel tři roky. V průběhu sezóny 2007/08 pomohl týmu dostat se do finále extraligy a v další sezóně 2008/09 pomohl vybojovat titul mistra extraligy. Ve Varech načal ročník 2009/10, na konci základní části byl vyměněn zpět do mateřského klubu PSG Zlín za Davida Noska.
Po skončení smlouvy začal trénovat v prvoligovém týmu HC Lev Poprad. Klub se pokoušel vstoupit do KHL, nakonec komise zamítla klubu vstoupit do KHL. Po definitivním konci Lvu se hned rozhodl podepsat smlouvu se slovenským klubem HC Košice, ve kterém působil jednu sezónu. HC Lev Poprad byl v následujícím roku přijat za člena v KHL a s týmem se dohodl na spolupráci. V závěru sezóny byl poslán na hostování do HC Košice. Po finančních problémech klubu nakonec zanikl a část kádru se přestěhoval do nově vzniklého týmu HC Lev Praha. Do pražského lva se nedostal. Nové angažmá našel v běloruském týmu HK Něman Grodno, který hraje domácí nejvyšší soutěž.
První ročník v běloruské nejvyšší soutěži zaznamenal s klubem Grodno úspěchu, stali se mistry nejvyšší soutěže. V týmu byl druhým nejproduktivnějším hráčem po estonským útočníkem Andrejem Makrovem. Stal se rovněž nejlepším nahrávačem klubu. 11. října 2013 se připojil do klubu HK Dynamo Minsk, hrající KHL. Za Dynamo odehrál 8 zápasů v základní části. 29. října 2013 ukončil smlouvu s Minskem po vzájemné dohodě a hledal si nové angažmá, později vrátil se do klubu Něman Grodno. 12. září 2014 se vrátil do slovenské nejvyšší soutěže, dohodl se s klub MsHK DOXXbet Žilina. V průběhu sezony se vrátil zpátky do Běloruska, pokračoval v Něman Grodno. Pro ročník 2015/16 našel angažmá v nižší německé lize, dohodl se s klubem Eispiraten Crimmitschau na zkušební dobu. Po dvou odehraných zápasů mu klub nenabídl smlouvu a v klubu skončil.
Po neúspěšné štaci v Crimmitschau, se vrátil zpátky k týmu HK Něman Grodno na jeden rok. Další zahraniční angažmá jsi zahrál v polském klubu GKS Tychy, se kterým dokráčeli do finále playoff. V letech 2017-2020 strávil v nižší francouzské soutěži za Albatros de Brest a Hockey Courchevel Méribel Pralognan. V sezoně 2018/2019 se stal nejproduktivnější střelec, nejlepší nahrávač a nejlepší střelec. Roční pauzu od hokeje zapříčinilo především kvůli šíření koronaviru SARS-CoV-2. Kariéru zakončil v krajské lize v klubu HC Brumov-Bylnice.

## Soukromý život
Je také členem týmu Real TOP Praha, v jehož dresu se zúčastňuje charitativních zápasů a akcí.

## Ocenění a úspěchy
- 2008 ČHL - Nejlepší střelec v playoff (10 branek)
- 2019 FHL-D2 B - Nejlepší střelec
- 2019 FHL-D2 B - Nejlepší nahrávač
- 2019 FHL-D2 B - Nejproduktivnější hráč

## Prvenství

### NHL
- Debut - 10. ledna 2002 (Buffalo Sabres proti Boston Bruins)

### KHL
- Debut - 12. září 2011 (HC Lev Poprad proti Metallurg Magnitogorsk)
- První gól - 6. října 2011 (HC Lev Poprad proti Metallurg Novokuzněck finskému brankáři Teemu Lassila)
- První asistence - 16. října 2011 (CHK Neftěchimik Nižněkamsk proti HC Lev Poprad)

### ČHL
- Debut - 2. září 1997 (HC Vítkovice proti HC ZPS-Barum Zlín)
- První asistence - 21. září 1997 (HC ZPS-Barum Zlín proti HC Chemopetrol Litvínov)
- První gól - 16. listopadu 1997 (HC Sparta Praha proti HC ZPS-Barum Zlín, českému brankáři Milan Hnilička)

## Klubová statistika
| Sezóna       | Klub                                | Soutěž       |        | Základní část | Základní část | Základní část | Základní část | Základní část |        | Play off | Play off | Play off | Play off | Play off |
| Sezóna       | Klub                                | Soutěž       | Z      | G             | A             | B             | TM            | Z             | G      | A        | B        | TM       |          |          |
| 1995/1996    | AC ZPS Zlín 18                      | ČHL-18       | 10     | 13            | 10            | 23            |               |               |        |          |          |          |          |          |
| 1995/1996    | AC ZPS Zlín 20                      | ČHL-20       | 34     | 33            | 20            | 53            |               |               |        |          |          |          |          |          |
| 1996/1997    | AC ZPS Zlín 20                      | ČHL-20       | 44     | 28            | 27            | 55            |               |               |        |          |          |          |          |          |
| 1997/1998    | AC ZPS Zlín 20                      | ČHL-20       | 7      | 8             | 5             | 13            |               | —             | —      | —        | —        | —        |          |          |
| 1997/1998    | HC Prostějov                        | 2.ČHL        | 4      | 0             | 0             | 0             | 0             | —             | —      | —        | —        | —        |          |          |
| 1997/1998    | HC ZPS-Barum Zlín                   | ČHL          | 37     | 2             | 8             | 10            | 20            | —             | —      | —        | —        | —        |          |          |
| 1998/1999    | Tri-City Americans                  | WHL          | 70     | 38            | 48            | 86            | 55            | 12            | 4      | 3        | 7        | 2        |          |          |
| 1999/2000    | Tri-City Americans                  | WHL          | 45     | 26            | 25            | 51            | 16            | 2             | 0      | 0        | 0        | 0        |          |          |
| 2000/2001    | Rochester Americans                 | AHL          | 35     | 5             | 3             | 8             | 20            | —             | —      | —        | —        | —        |          |          |
| 2001/2002    | Rochester Americans                 | AHL          | 43     | 3             | 6             | 9             | 20            | 1             | 0      | 0        | 0        | 0        |          |          |
| 2002/2003    | Rochester Americans                 | AHL          | 47     | 15            | 17            | 32            | 24            | —             | —      | —        | —        | —        |          |          |
| 2002/2003    | Buffalo Sabres                      | NHL          | 6      | 0             | 0             | 0             | 4             | —             | —      | —        | —        | —        |          |          |
| 2003/2004    | HC České Budějovice                 | ČHL          | 52     | 12            | 14            | 26            | 24            | 4             | 3      | 0        | 3        | 2        |          |          |
| 2004/2005    | HC Hamé Zlín                        | ČHL          | 45     | 5             | 10            | 15            | 14            | 16            | 2      | 2        | 4        | 6        |          |          |
| 2005/2006    | HC Hamé Zlín                        | ČHL          | 52     | 11            | 6             | 17            | 38            | 6             | 0      | 0        | 0        | 2        |          |          |
| 2006/2007    | HC Hamé Zlín                        | ČHL          | 26     | 3             | 5             | 8             | 10            | —             | —      | —        | —        | —        |          |          |
| 2006/2007    | HC Energie Karlovy Vary             | ČHL          | 13     | 5             | 2             | 7             | 12            | —             | —      | —        | —        | —        |          |          |
| 2007/2008    | HC Energie Karlovy Vary             | ČHL          | 51     | 6             | 9             | 15            | 28            | 19            | 10     | 2        | 12       | 2        |          |          |
| 2008/2009    | HC Energie Karlovy Vary             | ČHL          | 47     | 15            | 11            | 26            | 22            | 13            | 2      | 2        | 4        | 4        |          |          |
| 2009/2010    | HC Energie Karlovy Vary             | ČHL          | 44     | 8             | 10            | 18            | 14            | —             | —      | —        | —        | —        |          |          |
| 2009/2010    | PSG Zlín                            | ČHL          | 8      | 2             | 4             | 6             | 12            | 6             | 1      | 4        | 5        | 4        |          |          |
| 2010/2011    | HC Košice                           | SHL          | 55     | 14            | 32            | 46            | 38            | 14            | 5      | 8        | 13       | 22       |          |          |
| 2011/2012    | HC Lev Poprad                       | KHL          | 39     | 10            | 6             | 16            | 14            | —             | —      | —        | —        | —        |          |          |
| 2011/2012    | HC Košice                           | SHL          | 11     | 1             | 1             | 2             | 6             | 12            | 7      | 3        | 10       | 2        |          |          |
| 2012/2013    | HK Něman Grodno                     | BHL          | 42     | 21            | 33            | 54            | 44            | 12            | 6      | 6        | 12       | 4        |          |          |
| 2013/2014    | HK Něman Grodno                     | BHL          | 39     | 12            | 24            | 36            | 20            | 14            | 7      | 6        | 13       | 10       |          |          |
| 2013/2014    | HK Dynamo Minsk                     | KHL          | 8      | 0             | 1             | 1             | 8             | —             | —      | —        | —        | —        |          |          |
| 2014/2015    | MsHK DOXXbet Žilina                 | SHL          | 27     | 8             | 15            | 23            | 16            | —             | —      | —        | —        | —        |          |          |
| 2014/2015    | HK Něman Grodno                     | BHL          | 19     | 7             | 6             | 13            | 22            | 9             | 2      | 6        | 8        | 2        |          |          |
| 2015/2016    | Eispiraten Crimmitschau             | DEL2         | 2      | 0             | 1             | 1             | 2             | —             | —      | —        | —        | —        |          |          |
| 2015/2016    | HK Něman Grodno                     | BHL          | 21     | 7             | 7             | 14            | 16            | 12            | 2      | 3        | 5        | 8        |          |          |
| 2016/2017    | GKS Tychy                           | PHL          | 35     | 14            | 15            | 29            | 18            | 8             | 4      | 1        | 5        | 4        |          |          |
| 2017/2018    | Albatros de Brest                   | FHL-D1       | 22     | 7             | 12            | 19            | 4             | 14            | 5      | 7        | 12       | 2        |          |          |
| 2018/2019    | Hockey Courchevel Méribel Pralognan | FHL-D2 B     | 18     | 24            | 32            | 56            | 6             | 2             | 2      | 3        | 5        | 4        |          |          |
| 2019/2020    | Hockey Courchevel Méribel Pralognan | FHL-D2 B     | 6      | 3             | 6             | 9             | 4             | —             | —      | —        | —        | —        |          |          |
| 2020/2021    | Nehrál                              | Nehrál       | Nehrál | Nehrál        | Nehrál        | Nehrál        | Nehrál        | Nehrál        | Nehrál | Nehrál   | Nehrál   | Nehrál   | Nehrál   | Nehrál   |
| 2021/2022    | HC Brumov-Bylnice                   | KLLH         | 12     | 10            | 20            | 30            | 8             | —             | —      | —        | —        | —        |          |          |
| Celkem v NHL | Celkem v NHL                        | Celkem v NHL | 6      | 0             | 0             | 0             | 4             | —             | —      | —        | —        | —        |          |          |
| Celkem v KHL | Celkem v KHL                        | Celkem v KHL | 47     | 10            | 7             | 17            | 22            | —             | —      | —        | —        | —        |          |          |

## Turnaje
| Rok                    | Tým                     | Turnaj                 | Z  | G | A  | B  | TM |
| ---------------------- | ----------------------- | ---------------------- | -- | - | -- | -- | -- |
| 2003                   | HC Sparta Praha         | Tipsport Cup           | 7  | 2 | 3  | 5  | 0  |
| 2005                   | HC Hamé Zlín            | Super six              | 2  | 1 | 0  | 1  | 2  |
| 2007                   | HC Energie Karlovy Vary | Tipsport Cup           | 8  | 2 | 5  | 7  | 10 |
| 2008                   | HC Energie Karlovy Vary | Tipsport Cup           | 5  | 3 | 0  | 3  | 6  |
| 2009                   | HC Energie Karlovy Vary | Tipsport Cup           | 4  | 1 | 4  | 5  | 2  |
| Celkem v Tipsport Cupu | Celkem v Tipsport Cupu  | Celkem v Tipsport Cupu | 24 | 8 | 12 | 20 | 18 |

## Reprezentace
Do reprezentačního mužstva A odehrál jeden přípravný zápas proti Rusku v roce 2004, nahradil zraněného Ladislava Lubinu.
| Rok                       | Tým                       | Soutěž                    | Z  | G | A | B  | TM |
| ------------------------- | ------------------------- | ------------------------- | -- | - | - | -- | -- |
| 1998                      | Česko 18                  | ME-18                     | 6  | 4 | 2 | 6  | 8  |
| 2000                      | Česko 20                  | MSJ                       | 7  | 5 | 1 | 6  | 2  |
| Juniorská kariéra celkově | Juniorská kariéra celkově | Juniorská kariéra celkově | 13 | 9 | 3 | 12 | 10 |